# Sebastian Moran
El coronel Sebastian «Basher» Moran és un personatge de ficció de les històries escrites per Arthur Conan Doyle. Enemic de Sherlock Holmes, apareix per primera vegada al conte de 1903 «L'aventura de la casa deshabitada». Holmes el va descriure una vegada com «el segon home més perillós de Londres», sent el més perillós el professor Moriarty, el patró de Moran.

## Biografia
A «L'aventura de la casa deshabitada», Sherlock Holmes busca informació biogràfica sobre Sebastian Moran al seu índex de biografies criminals. Segons aquestes dades, Moran va néixer a Londres l'any 1840, fill de Sir Augustus Moran, CB, en algun moment ministre de Pèrsia.
Va estudiar a l'Eton College i a la Universitat d'Oxford abans d'emprendre una carrera militar. Antigament menbre del 1r de Pioners de Bangalore (Madras), va servir a l'expedició Jowaki de 1877-1878 i a la Segona guerra anglo-afganesa, entrant en acció a la batalla de Char Asiab, el 6 d'octubre de 1879 (per a la qual va ser citat als despatxos); la batalla de Sherpur, 23 de desembre de 1879; i a Kabul.
Un esportista devot i un tirador molt hàbil, va ser autor dels llibres Heavy Game of the Western Himalayas el 1881 i Three Months in the Jungle el 1884, i, segons es diu, una vegada «es va arrossegar per un desguàs darrera d'un tigre ferit que menja homes». Encara que no hi va haver cap escàndol obert després de la seva dedicació al crim, es va veure obligat a retirar-se de l'exèrcit i tornar a Londres. Exteriorment respectable, amb una adreça a Conduit Street, Mayfair, i membre del (fictici) Anglo-Indian Club, el Tankerville Club i el Bagatelle Card Club, no obstant això, va ser reclutat pel professor Moriarty i va ser el seu cap de gabinet. En última instància, s'utilitza únicament per a assassinats que requerien la seva peculiar habilitat amb el rifle; Holmes esmenta l'assassinat d'una senyora Stuart el 1887 en la qual sospita (però no pot demostrar) que Moran va estar involucrat. A «El problema final» (ambientat el 1891), Moran va escapar de la incriminació i va seguir el professor fins a les cascades de Reichenbach on Moran va intentar matar Holmes fent rodar pedres sobre ell.
A partir de llavors, Moran es va guanyar la vida a Londres jugant a cartes en diversos clubs. Quan un dels altres jugadors, Ronald Adair, es va adonar que Moran va guanyar fent trampes i va amenaçar amb exposar-lo, Moran va assassinar Adair amb un rifle de gas silenciat que disparava bales de revòlver. El Dr. Watson i el Holmes retornat després d'haver pres el cas, Moran va intentar matar Holmes disparant el rifle d'aire comprimit des d'una casa buida davant de la residència del detectiu. Holmes s'havia anticipat a això, Moran va disparar una efígie de cera del detectiu, mentre Holmes, Watson i l'inspector Lestrade es van amagar a prop per apoderar-se de l'aspirant assassí.
A «L'aventura del client il·lustre»», Holmes esmenta Moran com encara viu (al setembre de 1902). Moran també s'esmenta a «El darrer cop d'arquet» com un exemple dels molts adversaris d'Holmes que inútilment han jurat venjança contra ell.
El coronel Sebastian Moran també va ser el dolent de l'obra de Doyle de Sherlock Holmes, «The Crown Diamond», escrita a principis del segle xx però que no es va representar fins al 1921. Quan aquesta obra va ser adaptada com el conte «La pedra de Mazarin», Moran va ser substituït pel comte Negretto Sylvius.

## Altres aparicions

### Literatura
- Moran apareix a la novel·la de Flashman Papers Flashman and the Tiger, i com a nen a la novel·la Flash for Freedom!, de George MacDonald Fraser. (Fraser li dona una data de naixement de 1834, i el nom complet «John Sebastian 'Tiger Jack' Moran).) A Flashman and the Tiger, en la retirada d'Isandlwhana a Rorke's Drift, Moran demostra una velocitat sorprenent i una precisió sobrenatural amb un Revòlver Remington Model 1875.44.
- A Sherlock Holmes's War of the Worlds, es diu que l'artiller de La guerra dels mons és el fill de Moran.
- Al conte de Martin Powell «Sherlock Holmes in the Lost World» (recollit a Gaslight Grimoire) Moran intenta reconstruir l'imperi criminal de Moriarty després de la mort d'aquest, però és assassinat pel Professor Challenger.
- Moran és l'antagonista de la novel·la A Soul of Steel (anteriorment publicada com Irene At Large) de Carole Nelson Douglas, la tercera de la seva sèrie Irene Adler. Es presenta com un espia i agent doble que va trair els britànics i rep el nom en clau de 'Tiger' i el pseudònim de Capità Sylvester Morgan.
- Moran apareix en diverses obres de Kim Newman:
  - Com a vampir a la novel·la de terror d'història alternativa Anno Dracula.
  - A la història curta «The Man Who Got Off The Ghost Train», Richard Jeperson és enviat a investigar un misteri de dècades en què el coronel Moran va tenir un paper breu però memorable.
  - Al llibre Moriarty: The Hound of the D'Urbervilles, una col·lecció d'històries relacionades, Moran és retratat deliberadament com un foil de Watson, la relació i la història del qual amb Moriarty és paral·lela a la de Watson amb Holmes, des de la seva primera reunió a «A Volume in Vermilion» fins a la seva separació final a «El problema final». Moran, sobrenomenat «Basher», és retratat com un disbauxa, violent i com un addicte a l'adrenalina però també com a educat i no del tot sense moral. Com el títol indica, les històries compten amb aparicions convidades de molts dels contemporanis de ficció de Moriarty i Moran. Al voltant de la meitat de les històries de la col·lecció s'havien publicat anteriorment per separat: «A Shambles in Belgravia» a l'antologia de Sherlock Holmes de BBC Online, «A Volume in Vermilion» a Sherlock Holmes' Mystery Magazine, «The Red Planet League» a Gaslight Grimoire, i «The Adventure of the Six Maledictions» a Gaslight Arcanum.
- Moran apareix en dues històries a l'antologia Shadows Over Baker Street: «A Study in Emerald» de Neil Gaiman (reimprès a la col·lecció Fragile Things) i «Tiger! Tiger!» per Elizabeth Bear. A «A Study in Emerald», una reimaginació de Estudi en escarlata ambientada en un món alternatiu, Moran assumeix el paper de narrador que se sol donar al doctor Watson, ja que s'instal·la a Baker Street amb un detectiu consultor, encara que a partir d'aleshores. els esdeveniments resulten molt diferents.
- A les novel·les Man from U.N.C.L.E. de David McDaniel, Moran s'identifica com haver fundat una organització coneguda com THRUSH després de la mort del professor Moriarty a Reichenbach.
- Moran apareix com un personatge secundari a la sèrie de còmics d'Alan Moore The League of Extraordinary Gentlemen, Volume I, com a subordinat de Moriarty, on tots dos són agents del Servei Secret Britànic, assignats per crear un imperi criminal a través del qual el govern pot controlar l'inframón criminal. Després que Moriarty sigui ascendit a la Direcció del Servei, Moran manté el control de l'inframón en nom seu.
- Al poema de T. S. Eliot «Gus: The Theatre Cat» (que es va convertir en una de les cançons de Cats), es diu que Gus va interpretar una vegada un tigre devorador d'home perseguit per un coronel indi per un desguàs.
- A la novel·la de John Gardner, The Return of Moriarty, es diu que Moran es va fer càrrec temporalment de l'organització de Moriarty mentre el professor estava lluny de Londres després dels esdeveniments a les cascades de Reichenbach (que s'explica que mai no havien passat com Watson [i més tard Holmes] els va descriure). Des del punt de vista de Moran s'expliquen els esdeveniments que van portar a «La casa buida». Naturalment, al professor no li agrada escoltar les accions i la detenció de Moran, i ha enverinat Moran mentre estava sota custòdia policial per evitar que parli.
- Apareix breument a la novel·la Death by Gaslight de Michael Kurland com a col·laborador del professor Moriarty, i en un paper molt més important a la posterior The Empress of India, on demana l'ajuda de Moriarty per recuperar una estàtua daurada.
- A la novel·la de Jamyang Norbu The Mandala of Sherlock Holmes, Moran és retratat com l'hereu de l'imperi criminal de Moriarty, perseguint Sherlock Holmes per tota l'Índia.
- Apareix a The Veiled Detective de David Stuart Davies, una novel·la basada principalment en un relat d'una part d'"Un estudi en escarlata», en què el professor Moriarty introdueix el doctor Watson a la vida d'Holmes per tal de controlar-lo i informar-ne.
- A l'antologia My Sherlock Holmes editada per Michael Kurland, una col·lecció d'històries explicades des del punt de vista de personatges secundaris del cànon, A Study in Orange de Peter Tremayne explica com Moran va burlar en part a Holmes en un cas. Moran també va aparèixer a The Affray at the Kildare Street Club a The Mammoth Book of New Sherlock Holmes Adventures on va ser frustrat en un petit robatori per un jove Holmes.
- Apareix com un personatge secundari a la novel·la clockpunk/steampunk Whitechapel Gods de SM Peters (com ho fa el mecànic cec Von Herder, el fabricant del rifle d'aire de Moran).
- Una versió femenina de Moran apareix a la novel·la visual de 2008 de Shikkoku no Sharnoth ~What a beautiful tomorrow~ com un dels personatges principals.
- Se li atribueix la compilació del llibre The Moriarty Papers – The Adventures of Sherlock Holmes's Great Nemesis que diu donar una visió de moltes de les trames i esquemes del professor Moriarty.
- Moran apareix al còmic italià Storie da Altrove/Stories from Elsewhere (una sèrie derivada de Martin Mystère). El 1910, intenta sense èxit matar Sherlock Holmes. Al final, va ser assassinat pel germà de Sherlock Sherrinford que estava posseït per un dimoni d'una altra dimensió.[1]
- Moran apareix al llibre The File on Colonel Moran – Volume One: The Lure of Moriarty de Vernon Mealor, publicat per The Clyvedon Press, la primera part és un relat en primera persona pel coronel de la seva persecució de Holmes i la seva detenció per l'Adair. assassinat, les altres dues històries són relats dels seus primers dies amb Moriarty, presentades com a històries relatades per un periodista que li va fer entrevistes.
- Moran apareix com el dolent principal al pastitx de Sherlock de 2012 «Charlie Marlow y la rata gigante de Sumatra», una novel·la de l'autor espanyol Alberto López Aroca, ambientada a Mist Island (un nom alternatiu per a Illa Calavera). Aquesta novel·la també inclou molts altres personatges de ficció de les obres d'Arthur Conan Doyle, com Fred Porlock i Parker (dos membres de la banda Moriarty), Charles Marlow de Joseph Conrad, Peachey Taliaferro Carnehan de Rudyard Kipling i un avantpassat del doctor de CC Beck. Sivana (mal escrit «Sivane» a la novel·la), entre d'altres.
- Moran apareix a la novel·la Moriarty del 2014 d'Anthony Horowitz. Només es revela que és Moran al final del llibre, però té algunes aparicions al llarg.
- A Sherlock Holmes and the Servants of Hell de Paul Kane, es revela que Moriarty va poder escapar de la seva mort utilitzant un encantament per traslladar-se al regne dels Cenobites, on es transforma en l'Enginyer dels cenobites, amb la intenció de muntar un nou assalt a la Terra, reclutant finalment a Moran per a aquest propòsit. En un enfrontament a l'infern, es revela que ell és el responsable de la mort de Mary Watson, la dona de Watson, quan va intentar enverinar Watson durant l'absència de tres anys d'Holmes, però Mary va prendre el verí per accident. Durant l'enfrontament a l'infern, Holmes és capaç de fer un tracte amb el mestre cenobita per transformar-se en un cenobita per oposar-se a les forces de Moriarty mentre Watson és ajudat per l'esperit de Mary, amb Mary destruint el Moran transformat per venjar la seva pròpia mort davant el seu marit i un amic derrota a Moriarty i torna a la Terra.
- A The Thinking Engine de James Lovegrove, ambientada el 1895, es revela que Moran ha escapat de la presó, i Holmes i Watson s'adonen que està actuant com a agent d'un empresari inicialment desconegut per aconsellar a certs delinqüents de la ciutat sobre com cometre particularment. crims elaborats. Aviat determinen que està treballant per a Moriarty, que va sobreviure a l'enfrontament a Reichenbach en un estat horriblement paralitzat, i Watson aconsegueix capturar Moran en una persecució final després que el paper de Moriarty quedi al descobert, amb Watson disparant a Moran al braç esquerre i disparant-lo. dit índex dret en la separació posterior.
- A Moriarty Unmasked: Conan Doyle and an Anglo-Irish Quarrel, Stanford, Stanford argumenta que Moran, «un gran home ferotge» es va inspirar en John O'Connor, (diputat de North Kildare), un líder fenià.[2]
- La novel·la Death on a Pale Horse de Donald Serrell Thomas del 2013 presenta el germà gran de Moran, Rawdon «Randy» Moran, com el seu principal antagonista. L'informe biogràfic d'Holmes combina les històries dels dos germans Moran, acreditant-los a tots dos accions distingides a l'exèrcit britànic a l'Afganistan i l'Índia, la coautoria de les dues memòries sobre la caça i el servei compartit al professor Moriarty. En el seu informe al govern britànic sobre el gran Moran, datat poc després dels esdeveniments de «L'aventura de la casa buida», Holmes també esmenta que Sebastian va ser executat penjat per l'assassinat de Ronald Adair.
- Moran també apareix al manga i l'anime Moriarty the Patriot.

### Televisió
- Moran va ser interpretat per Eric Maturin a la sèrie de televisió de la BBC Sherlock Holmes (1951), la primera adaptació de la sèrie de televisió de Sherlock Holmes.
- El germà petit de Moran, Jasper, apareix a la novel·la Young Sherlock: The Mystery of the Manor House escrita per Gerald Frow, i la seva adaptació televisiva de Granada.
- El coronel Moran apareix en dos episodis de la sèrie de televisió de 1983 The Baker Street Boys,, interpretada per Michael Godley.
- Moran apareix a l'adaptació televisiva de Granada de «The Adventure of the Empty House» al costat de Jeremy Brett com Holmes, aquí interpretat per Patrick Allen. En aquesta Moran es mostra en un flashback intentant disparar a Holmes a les cascades de Reichenbach, en lloc de fer rodar pedres sobre ell com a la història original.
- Un esdeveniment similar ocorre amb Moran a la versió televisiva soviètica de «El problema final».
- A la sèrie de televisió de la CBS Elementary, que té lloc a la ciutat de Nova York moderna, Holmes (Jonny Lee Miller) captura un assassí en sèrie amb l'àlies «M.», a qui Holmes creu responsable de l'assassinat de la seva amant, Irene Adler. En captivitat, «M». revela que el seu nom real és Sebastian Moran (Vinnie Jones), un antic marine reial que ara treballa com a assassí, proporcionant a Holmes la primera pista de l'existència de «Moriarty». Moran admet els seus altres crims, però convenç a Holmes que és innocent de l'assassinat d'Adler i, en adonar-se que Moriarty el va preparar per ser capturat, va de bon grat a la presó amb l'esperança que Holmes localitzarà Moriarty. Més tard, Holmes és enganyat perquè mostri a Moran un missatge codificat a la presó, informant-li que la seva germana serà assassinada a continuació, tret que ell es suïcidi. Moran xoca el cap contra el mirall de la seva cel·la, i l'última vegada es troba en estat crític.
- "The Empty Cose», el primer episodi de la sèrie 3 de la sèrie de televisió de la BBC Sherlock, presenta a Lord Moran, membre de la Cambra dels Lords, com un talp per a Corea del Nord. Ha rebut l'ordre de dur a terme el bombardeig del Palau de Westminster, però el seu pla és finalment aturat per Holmes. Es desconeix l'actor que va interpretar aquesta versió del personatge.
- "A Study in Sherlock», un dels diversos episodis del drama històric canadenc Murdoch Mysteries que inclou Arthur Conan Doyle, també compta amb un personatge anomenat Sebastian Moran que s'implica que és la inspiració de Doyle per al vilà de «The Empty House».
- Moriarty the Patriot és una sèrie de televisió animada japonesa on Sebastian Moran té la veu de Satoshi Hino en japonès i Christopher Wehkamp en anglès.
- A Lupin the 3rd Part 6, Moran apareix com un assassí que treballa per a «The Professor».

### Cinema
- Moran apareix en tres pel·lícules protagonitzades per Arthur Wontner com Sherlock Holmes. A The Sleeping Cardinal (1931) és interpretat per Louis Goodrich. A In The Triumph of Sherlock Holmes (1935) apareix molt breument interpretat per Wilfrid Caithness. Després apareix en un paper més important com a mà dreta de Moriarty a Silver Blaze (també conegut com Murder at the Baskervilles) (1937), interpretat per Arthur Goullet.
- Moran apareix com un lladre de joies i el dolent principal a la pel·lícula de 1946 de Basil Rathbone Nit de terror, interpretada per Alan Mowbray.
- A la pel·lícula Without a Clue, Moran (interpretat per Tim Killick) apareix com l'alt guardaespatlles de Moriarty i té una cicatriu a un costat de la cara. La seva arma escollida és una navalla que utilitza per apunyalar i tallar les seves víctimes, i també és un llançador de ganivets molt hàbil .
- Moran, interpretat per Paul Anderson, apareix a la pel·lícula del 2011 Sherlock Holmes: A Game of Shadows. Moran era reconegut com un dels millors tiradors de l'exèrcit britànic, però després d'una «llicència deshonrosa» (una referència errònia al procediment d'expulsió dels soldats allistats, en lloc d'oficials) es va convertir en un mercenari al servei del professor Moriarty, en el qual ordena que Moran cometi diversos assassinats al llarg de la pel·lícula. Es manté en llibertat després del final de la pel·lícula.

### Ràdio
- A la sèrie de ràdio The New Adventures of Sherlock Holmes, el coronel Moran va ser interpretat per Rex Evans a «The Tankerville Club Scandal» (1946), i per Barry Thomson a «The Adventure of London Tower» (1948).[3]
- El coronel Moran va ser interpretat per Noel Johnson en una dramatització radiofònica de «The Empty House» que es va emetre el 1961 al BBC Light Programme.[4]
- Frederick Treves va interpretar Moran a les adaptacions de la BBC Radio Sherlock Holmes de «The Final Problem» (1992) i «The Empty House» (1993).[5][6]
- Steve Manning va donar la veu al coronel Moran al drama de ràdio Imagination Theatre de 2009 «The Return of Sherlock Holmes», adaptat dels contes «The Final Problem» i «The Empty House».[7]

John Banks va donar la veu a Moran als drames d'àudio de Big Finish Productions «The Final Problem» i «The Empty House», estrenats el 20112011, i al drama de 2018 «The Master of Blackstone Grange».
- Moran va ser interpretat per Angus King a Sherlock Holmes: The Voice of Treason, un drama d'àudio Audible Original llançat el 2020.[10]

### Teatre
Lauderdale Maitland va aparèixer com el coronel Sebastian Moran a l'obra de teatre de 1923 The Return of Sherlock Holmes.